# Angliru
El Angliru (en asturiano: L'Angliru) es un alto del Principado de Asturias.
Es una zona de pastos y abrevadero de ganado, que recibe el nombre por sinécdoque del lago El Angliru y que está situada en el corazón de la sierra del Aramo, en el límite de los concejos de Riosa y Quirós (Asturias, España). 
Situado a 1570 m s. n. m. de altitud, constituye una espacio natural de gran belleza ubicado entre algunas de las cimas más importantes de esta sierra, como son El Gamonal (y no La Gamonal como a veces se le llama y con el que en ocasiones se confunde el Angliru mismo), el Moncuevu y el Barriscal. Hasta este enclave llega la carretera local procedente de La Vega de Riosa, lo que hace que sea ésta la forma más directa de acceder al pico Gamonal (1712 m).

## Cómo llegar
La forma más sencilla de llegar es a través de la N-630 desviándose hacia la derecha por la AS-231 según se viene de Oviedo, se pasan las poblaciones de Las Mazas y La Foz hasta que se llega a La Vega (capital del concejo) donde se toma la desviación a la derecha —carretera RI-2 hacia Grandiella— y se comienza ya la ascensión.

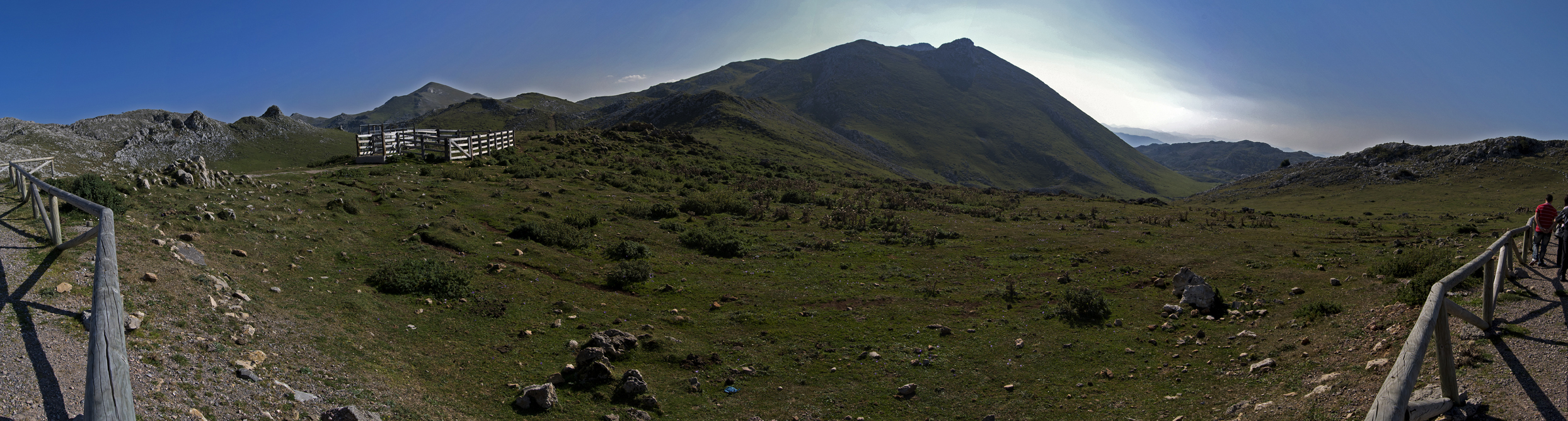
Panorámica del alto del Angliru.

## Ciclismo
De ser conocido solo por los ganaderos locales y excursionistas, pasó a cobrar fama internacional tras ser incluido como final de etapa en la Vuelta a España 1999, dada la gran dureza de la ascensión, que alcanza en algunos tramos pendientes máximas del 23,5% en la Cueña les Cabres, uno de los puertos de montaña asfaltados más difíciles del ciclismo mundial. De hecho, el Angliru está considerado como la cima de mayor dureza mundial subido en carrera, junto con el Gamoniteiro (también en Asturias) y el Mortirolo (que nunca ha sido final en alto y por ello "difícil" medir su incidencia en carrera) y el Zoncolan en Italia.
En 1996 el asturiano y director de información de la ONCE, Miguel Prieto, después de visitar El Gamonal se puso en contacto con la empresa organizadora de la Vuelta Ciclista a España (Unipublic) proponiendo dicha ascensión como final de etapa. Esta propuesta no cayó en saco roto, estando como estaba en ese momento La Vuelta buscando un final de etapa del mismo renombre, resonancia y dureza como era la ascensión a los Lagos de Covadonga. En 1997 el Ayuntamiento de Riosa arregló la carretera y en 1999 fue por primera vez final de etapa.
La mítica victoria de José María "Chava" Jiménez (1999) saliendo de la niebla y adelantando al ruso Pável Tonkov en los últimos metros encumbró a la cima del Angliru en el ciclismo internacional. Posteriormente han ganado en su cima Gilberto Simoni (2000), Roberto Heras (2002),  Alberto Contador (2008), Juanjo Cobo (2011)  (desposeído de la victoria por dopaje), Kenny Elissonde (2013) y de nuevo Alberto Contador (2017), reconocidos escaladores a nivel mundial, lo que demuestra su dificultad. Actualmente a la entrada de la carretera que conduce a la cima, en la localidad de La Vega-Riosa, se ha colocado un cartel que reza: Angliru, el Olimpo del Ciclismo, lo que refleja la importancia que ha tenido la Vuelta España en el concejo de Riosa.
Todas las ascensiones profesionales han venido acompañadas previamente del alto del Cordal, de 1.ª categoría, con el último kilómetro y medio a más del 12% de pendiente media lo que unido a su peligroso descenso (donde se han caído corredores como Abraham Olano e Igor Antón) hace que el grupo principal llegue seleccionado a pie del Angliru aumentándose la ya de por sí dureza del puerto debido a ese desgaste previo.

### Ganadores de la etapa del Angliru en la Vuelta a España
| Edición | Ganador            | Líder            | Mejor tiempo de ascensión                       |
| ------- | ------------------ | ---------------- | ----------------------------------------------- |
| 1999    | José María Jiménez | Abraham Olano    | José María Jiménez y Pavel Tonkov (44 min 50 s) |
| 2000    | Gilberto Simoni    | Roberto Heras    | Roberto Heras (41 min 55 s)                     |
| 2002    | Roberto Heras      | Roberto Heras    | Roberto Heras (43 min 41 s)                     |
| 2008    | Alberto Contador   | Alberto Contador | Alberto Contador (43 min 12 s)                  |
| 2011    | Juanjo Cobo        | Juanjo Cobo      | Juanjo Cobo (43 min 44 s)                       |
| 2013    | Kenny Elissonde    | Chris Horner     | Chris Horner (43 min 06 s)                      |
| 2017    | Alberto Contador   | Chris Froome     | Wout Poels (44 min 00 s)                        |
| 2020    | Hugh Carthy        | Richard Carapaz  | Hugh Carthy (43 min 34 s)                       |
| 2023    | Primož Roglič      | Sepp Kuss        | Primož Roglič y Jonas Vingegaard (42 min 29 s)  |

### Ascensiones más rápidas[6]
| Posición | Ciclista         | Tiempo      | Velocidad media | Año               |
| 1.ª      | Roberto Heras    | 41 min 56 s | 18,320 km/h     | 2000 (etapa 15.ª) |
| 2.ª      | Primož Roglič    | 42 min 29 s |                 | 2023 (etapa 17.ª) |
| 3.ª      | Jonas Vingegaard | 42 min 29 s |                 | 2023 (etapa 17.ª) |
| 4.ª      | Sepp Kuss        | 42 min 48 s |                 | 2023 (etapa 17.ª) |
| 5.ª      | Mikel Landa      | 42 min 48 s |                 | 2023 (etapa 17.ª) |
| 6.ª      | Chris Horner     | 43 min 07 s | 17,820 km/h     | 2013 (etapa 20.ª) |
| 7.ª      | Wout Poels       | 43 min 13 s |                 | 2023 (etapa 17.ª) |
| 8.ª      | Alberto Contador | 43 min 13 s | 17,780 km/h     | 2008 (etapa 13.ª) |

### El Angliru en cifras
| - Altitud: 1570 m s. n. m. - Longitud: 12,6 km - Desnivel: 1265 metros - Pendiente media: 10,04% - Pendiente máxima: 23,5% - Nivel de esfuerzo: 328 | - Inicio (primeros 5 km): 9,1% - Les Cabanes (km 7): 22% - Llagos (km 8,5): 14,5% - Los Picones (km 9,5): 21% - Cobayos (km 13,2): 20,5% - La Cueña les Cabres (km 9,8): 23,5% - El Aviru (km 10,5): 21,5% - Les Piedrusines: 20% |

### Recorrido
Los primeros 5 kilómetros son relativamente sencillos, dentro de su dureza, hasta llegar a la zona recreativa de Viapará. El kilómetro más duro de este tramo alcanza el 9,1% de pendiente media. Hasta Viapará se puede acceder también a través del pueblo de Santa Eulalia y Busloñé. En Viapará se encuentra un kilómetro de falso llano al 2,1 % de media.
Después de Viapará quedan los 6 km más difíciles. En primer lugar en esta segunda parte se encuentra Las Curvas de Les Cabanes con una pendiente del 22% durante 150 metros. La siguiente curva es la de Llagos donde la pendiente es del 14,5%. A continuación se encuentran La Curva Los Picones (20% máximo) y La Curva Cobayos, una prominente horquilla de un 21,5% máximo, estas dos curvas desembocan en La Cueña Les Cabres donde la pendiente máxima llega al 23,5%, máximo de toda la subida. Las dos últimas grandes rampas son las del Aviru y Les Piedrusines con pendientes máximas de 21,5% y 20% respectivamente. Los últimos 400 metros son en ligera bajada para llegar a una pequeña área de descanso donde se ubica la meta.

### El Angliru y su falso mito sobre las diferencias
Este puerto ha sido objeto de diferentes mitos sobre su dureza. Quizás el más conocido sea el que produce pocas diferencias debido a la poca velocidad que pueden ir los ciclistas, sin ataques o duros cambios de ritmo, ya que entre los primeros hay poca diferencia de velocidad, apenas 2-3 km/h. Esa teoría, defendida por muchos ciclistas y periodistas se ha ido generalizando a lo largo de los años a pesar de que los datos reales digan lo contrario.
Si bien es cierto que la velocidad de ascensión es baja al ocurrir este hecho provoca que la diferencia en segundos sea mayor a pesar de que la diferencia en distancia sea pequeña. Un ejemplo práctico: una ascensión de dificultad moderada en el que un ciclista consiga mantener una velocidad media de 24 km/h sobre un grupo que vaya a 18 km/h conseguirá mucha menos diferencia (50 segundos por kilómetro) que yendo a 8 km/h si el resto va a 6 km/h (2 minutos y 30 segundos por kilómetro); a pesar de ser velocidades "equivalentes" al ser exactamente tres veces menor la diferencia en tiempo es tres veces mayor. Además, hay que tener en cuenta el hecho de que en la mayoría de puertos algunos ciclistas pueden aguantar el ritmo yendo a rueda durante algunos kilómetros, mientras en el Angliru es prácticamente imposible debido a su dureza extrema pudiéndose aumentar más rápido esas diferencias.
Pero aparte de los datos teóricos los prácticos también afirman que es el puerto que más diferencias ha hecho en la Vuelta a España en toda su historia y uno de los que más en el mundo, con unas diferencias que en algunos casos triplica y cuadriplica a la de otros puertos tradicionales de la ronda española y de otras Grandes Vueltas. Como muestra la siguiente comparativa de diferencias con otros puertos finales de etapa desde el año 1999 (primera ascensión al Angliru).
| Año              | Diferencia 1.º-2.º | Diferencia 1.º-3.º | Diferencia 1.º-5.º | Diferencia 1.º-10.º |
| ---------------- | ------------------ | ------------------ | ------------------ | ------------------- |
| 1999             | m.t.               | 1' 01"             | 1' 44"             | 3' 09"              |
| 2000             | 2' 19"             | 2' 58"             | 4' 27"             | 5' 46"              |
| 2002             | 1' 35"             | 1' 41"             | 2' 16"             | 2' 42"              |
| 2008             | 42"                | 58"                | 1' 32"             | 3' 01"              |
| 2011             | 48"                | 48"                | 1' 21"             | 1' 35"              |
| 2013             | 26"                | 54"                | 54"                | 1' 59"              |
| 2017             | 17"                | 17"                | 51"                | 1' 36"              |
| Diferencia media | 52"                | 1' 13"             | 1' 52"             | 2' 49"              |

| Año              | Diferencia 1.º-2.º | Diferencia 1.º-3.º | Diferencia 1.º-5.º | Diferencia 1.º-10.º |
| ---------------- | ------------------ | ------------------ | ------------------ | ------------------- |
| 2000             | 57"                | 1' 00"             | 1' 35"             | 2' 02"              |
| 2001             | 33"                | 58"                | 1' 21"             | 1' 21"              |
| 2005             | 1' 20"             | 1' 32"             | 1' 44"             | 2' 36"              |
| 2007             | 1' 06"             | 1' 06"             | 1' 06"             | 1' 49"              |
| 2010             | 1' 07"             | 1' 14"             | 2' 10"             | 2' 26"              |
| 2012             | 2' 02"             | 2' 02"             | 2' 17"             | 6' 45"              |
| 2014             | 5"                 | 5"                 | 17"                | 1' 00"              |
| 2016             | 24"                | 25"                | 28"                | 1' 11"              |
| 2018             | 28"                | 30"                | 32"                | 1' 49"              |
| 2021             | 14"                | 20"                | 58"                | 1' 07"              |
| Diferencia media | 49"                | 55"                | 1' 01"             | 2' 12"              |

| Año               | Diferencia 1.º-2.º | Diferencia 1.º-3.º | Diferencia 1.º-5.º | Diferencia 1.º-10.º |
| ----------------- | ------------------ | ------------------ | ------------------ | ------------------- |
| 2003 (por Sutrio) | 34"                | 39"                | 43"                | 1' 31"              |
| 2007 (por Ovaro)  | m.t.               | 7"                 | 37"                | 2' 02"              |
| 2010 (por Ovaro)  | 1' 19"             | 1' 30"             | 2' 26"             | 3' 46"              |
| 2011 (por Ovaro)  | 33"                | 39"                | 1' 20"             | 2' 10"              |
| 2014 (por Ovaro)  | 38"                | 49"                | 1' 37"             | 2' 37"              |
| 2018 (por Ovaro)  | 6"                 | 23"                | 37"                | 1' 43"              |
| Diferencia media  | 32"                | 41"                | 1' 13"             | 2' 02"              |

| Año              | Diferencia 1.º-2.º | Diferencia 1.º-3.º | Diferencia 1.º-5.º | Diferencia 1.º-10.º |
| ---------------- | ------------------ | ------------------ | ------------------ | ------------------- |
| 2002             | 18"                | 18"                | 48"                | 1' 04"              |
| 2003             | m.t.               | 2"                 | 56"                | 1' 02"              |
| 2006             | m.t.               | 30"                | 35"                | 48"                 |
| 2009             | 2' 23"             | 3' 08"             | 3' 22"             | 3' 49"              |
| 2017             | 27"                | 31"                | 31"                | 1' 03"              |
| Diferencia media | 38"                | 54"                | 1' 14"             | 1' 32"              |

| Año              | Diferencia 1.º-2.º | Diferencia 1.º-3.º | Diferencia 1.º-5.º | Diferencia 1.º-10.º |
| ---------------- | ------------------ | ------------------ | ------------------ | ------------------- |
| 2001             | 54"                | 1' 08"             | 1' 29"             | 2' 30"              |
| 2003             | 40"                | 40"                | 40"                | 2' 47"              |
| 2011             | 7"                 | 10"                | 30"                | 50"                 |
| Diferencia media | 34"                | 40"                | 53"                | 1' 47"              |

| Año                | Diferencia 1.º-2.º | Diferencia 1.º-3.º | Diferencia 1.º-5.º | Diferencia 1.º-10.º |
| ------------------ | ------------------ | ------------------ | ------------------ | ------------------- |
| 2002 (por Becedas) | 39"                | 47"                | 1' 09"             | 1' 31"              |
| 2004               | 29"                | 1' 01"             | 2' 05"             | 3' 03"              |
| 2005               | 36"                | 50"                | 1' 04"             | 2' 09"              |
| 2006               | m.t.               | 7"                 | 22"                | 42"                 |
| 2011               | m.t.               | 3"                 | 7"                 | 12"                 |
| Diferencia media   | 21"                | 34"                | 57"                | 1' 31"              |

| Año              | Diferencia 1.º-2.º | Diferencia 1.º-3.º | Diferencia 1.º-5.º | Diferencia 1.º-10.º |
| ---------------- | ------------------ | ------------------ | ------------------ | ------------------- |
| 2002 (La Mongie) | 7"                 | 13"                | 1' 16"             | 1' 52"              |
| 2004 (La Mongie) | m.t.               | 20"                | 33"                | 1' 03"              |
| 2010 (Tourmalet) | m.t.               | 1' 18"             | 1' 32"             | 2' 14"              |
| Diferencia media | 2"                 | 37"                | 1' 07"             | 1' 40"              |

| Año              | Diferencia 1.º-2.º | Diferencia 1.º-3.º | Diferencia 1.º-5.º | Diferencia 1.º-10.º |
| ---------------- | ------------------ | ------------------ | ------------------ | ------------------- |
| 1999             | m.t.               | m.t.               | 6"                 | 1' 42"              |
| 2003             | m.t.               | 51"                | 54"                | 3' 31"              |
| 2006             | m.t.               | m.t.               | 17"                | 2' 29"              |
| 2008             | 34"                | 34"                | 39"                | 39"                 |
| Diferencia media | 9"                 | 21"                | 29"                | 2' 08"              |

| Año              | Diferencia 1.º-2.º | Diferencia 1.º-3.º | Diferencia 1.º-5.º | Diferencia 1.º-10.º |
| ---------------- | ------------------ | ------------------ | ------------------ | ------------------- |
| 2004             | 3"                 | 31"                | 1' 01"             | 2' 20"              |
| 2006             | 4"                 | 6"                 | 7"                 | 29"                 |
| 2010             | 13"                | 13"                | 1' 10"             | 1' 34"              |
| Diferencia media | 7"                 | 17"                | 46"                | 1' 28"              |

| Año              | Diferencia 1.º-2.º | Diferencia 1.º-3.º | Diferencia 1.º-5.º | Diferencia 1.º-10.º |
| ---------------- | ------------------ | ------------------ | ------------------ | ------------------- |
| 2001             | 15"                | 15"                | 22"                | 1' 04"              |
| 2004             | 4"                 | 10"                | 25"                | 1' 09"              |
| 2009             | 33"                | 36"                | 44"                | 50"                 |
| Diferencia media | 17"                | 20"                | 30"                | 1' 01"              |

### ¿El puerto más duro?
Tras la subida del Monte Zoncolan italiano por su vertiente de Ovaro en el Giro 2007 ha habido discusiones sobre si este puerto sustituye al Angliru como el más duro subido en carreras profesionales. Ese puerto dolomítico se caracteriza por sus 9 km a una pendiente media del 12,5% con puntas del 23%. Sus 6 km centrales a una media del 14,5% hacen que objetivamente sea el puerto más duro que se sube actualmente. A pesar de ello el Angliru ha provocado mayores diferencias entre los primeros debido a sus pendientes extremas en algunos de sus tramos, aunque es muy difícil ponderar cual de los dos altos sea más duro.

### Vertiente de Santa Eulalia
A pesar de que el Angliru sea mundialmente conocido por su vertiente de Riosa existe una vertiente alternativa nunca subida a nivel profesional, esta Se ubica en el concejo de Morcín. Esta vertiente es más larga (17,3 km) aunque su pendiente media disminuye (7,93%) y converge con la subida tradicional en Viapará. Su primer tramo es más suave, al tener más kilómetros, a pesar de ello se encuentran pendientes más duras de hasta el 18%.

## Museo de la Bicicleta
El Ayuntamiento de Riosa inició las obras para la construcción de un Museo de la Bicicleta, junto con un hotel adyacente. Sin embargo, mientras que el segundo ha sido completado y se prevé su apertura en 2013, el proyecto del Museo ha quedado paralizado.